# Piero Pioppo
Piero Pioppo (* 29. září 1960 Savona) je italský římskokatolický duchovní, arcibiskup a diplomat.

## Život
Narodil se 29. září 1960 v Savoně.
Vstoupil do kněžského semináře. Po teologickém studiu byl 29. června 1985 biskupem Livien Maritano vysvěcen na kněze a inkardinován do diecéze Acqui. Získal titul z dogmatické teologie. Je absolventem Papežské církevní akademie. Dne 1. července 1993 vstoupil do diplomatických služeb Svatého stolce.
Působil na apoštolských nunciaturách v Koreji a Chile. Následně se stal úředníkem s sekci pro všeobecné záležitosti Státního sekretariátu. Dne 7. července 2006 byl jmenován prelátem Institutu pro náboženská díla. Dne 25. ledna 2010 jej papež Benedikt XVI. ustanovil apoštolským nunciem v Kamerunu a Rovníkové Guiney s udělením titulu titulárního arcibiskupa z Torcella. Biskupské svěcení přijal 18. března z rukou kardinála Tarcisia Bertone a spolusvětiteli byli biskup Pier Giorgio Micchiardi a biskup Nestorius Timanywa.
Dne 8. září 2017 byl papežem Františkem přemístěn jako nuncius v Indonésii a 19. března 2018 mu přidal funkci nuncia při Sdružení národů jihovýchodní Asie.